# Kick Smit
Johannes Chrishostomos "Kick" Smit (Bloemendaal, 3 de novembro de 1911 - 1 de julho de 1974) foi um futebolista e treinador neerlandês.

## Carreira
Kick Smit fez parte do elenco da Seleção Neerlandesa de Futebol que disputou a Copa do Mundo de 1934, e de 1938.

## Ligações Externas
- Perfil em Eu-fottball.com (em inglês)